# Vasile Atanasiu
Vasile Atanasiu, romunski general, * 1886, † 1964.